# フェイエットビル (アーカンソー州)
フェイエットビル（英語:Fayetteville）は、アメリカ合衆国アーカンソー州の都市。ワシントン郡の郡庁所在地である。人口は9万3949人（2020年）。人口が急増しており、2023年統計では101300人と同州で2番目に10万人を突破した都市となった。スプリングデールとロジャーズを合わせた都市圏人口は約55万人である。
フェイエットビルには学生約2万人が通うアーカンソー大学がある。

## 気候
気候区は温暖湿潤気候に属し、夏は高温で湿度が高く、冬は寒く湿度が低い。しかし、秋には紅葉が見られる。積雪はほとんどなく、一年に2、3度降る程度である。

## 文化

### スポーツ
フェイエットビルはサウスイースタン・カンファレンスのメンバーであるアーカンソー大学の所在地であるため、大学スポーツが特に人気である。大学内にはレイザーバックスタジアム(w:Donald W. Reynolds Razorback Stadium)、ウォルトンアリーナ(w:Bud Walton Arena)などのスポーツ施設がある。

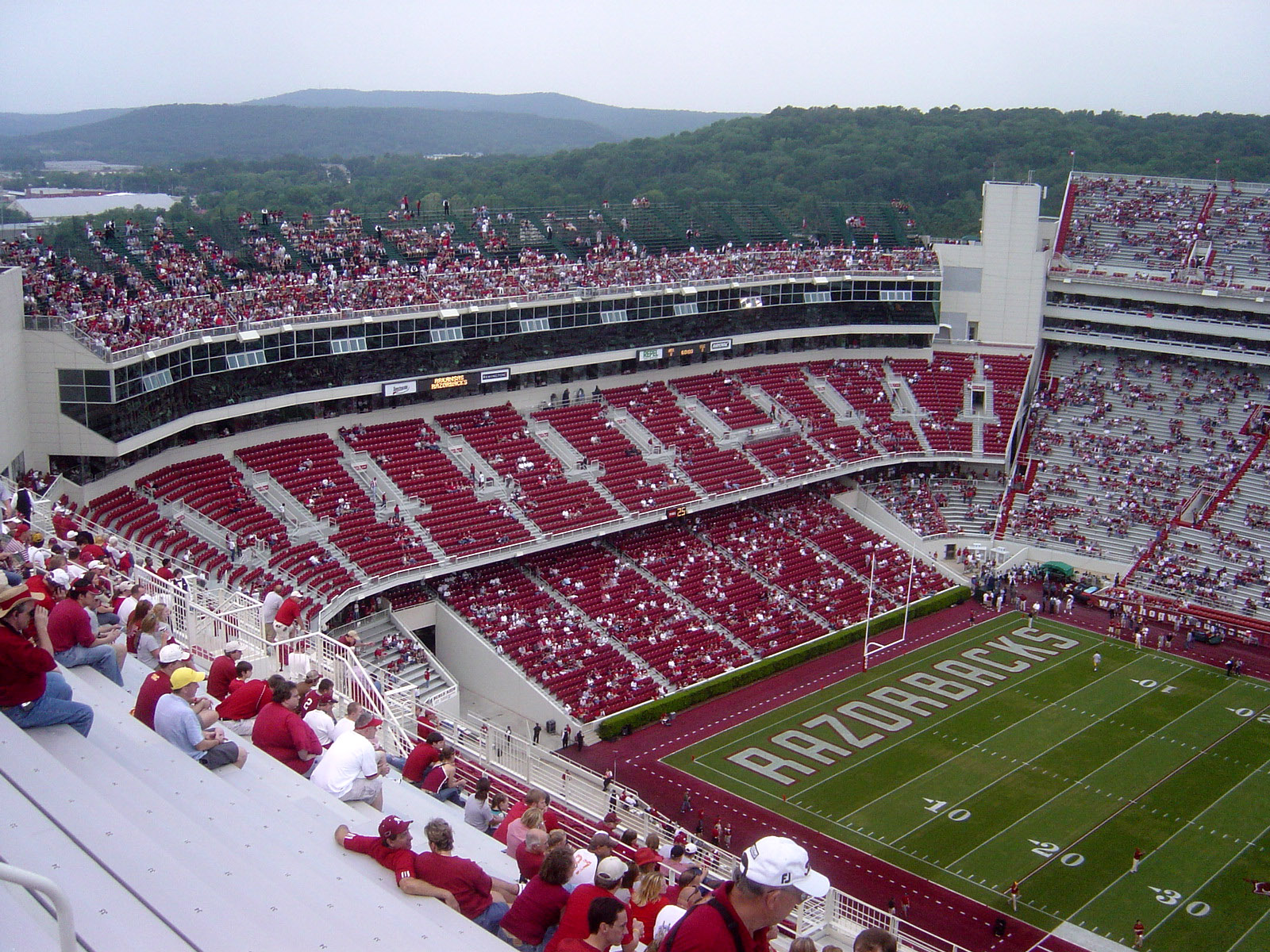
レイザーバックスタジアム

## 交通

### 空港
最寄りの空港はノースウエストアーカンソー地方空港である。シカゴ、ダラス、ニューヨーク、セントルイス、ソルトレイクシティー、ヒューストン、デンバー、アトランタ、デトロイトなどへの直行便がある。ダラスからは約1時間、シカゴからは約1.5時間ほどである。

## ギャラリー

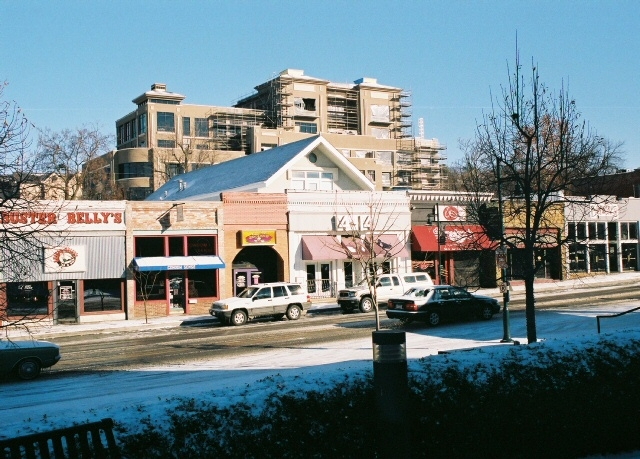
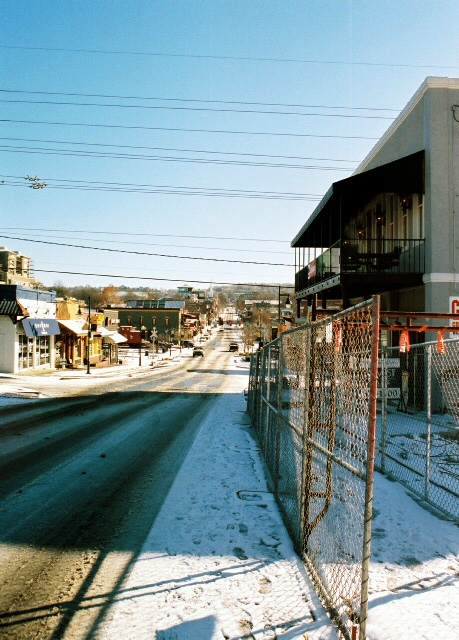
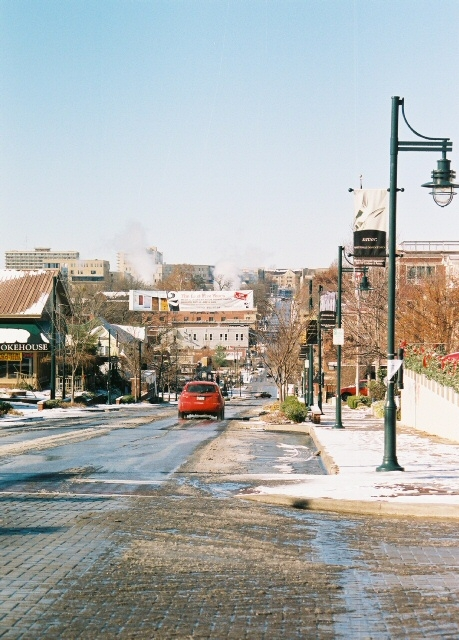
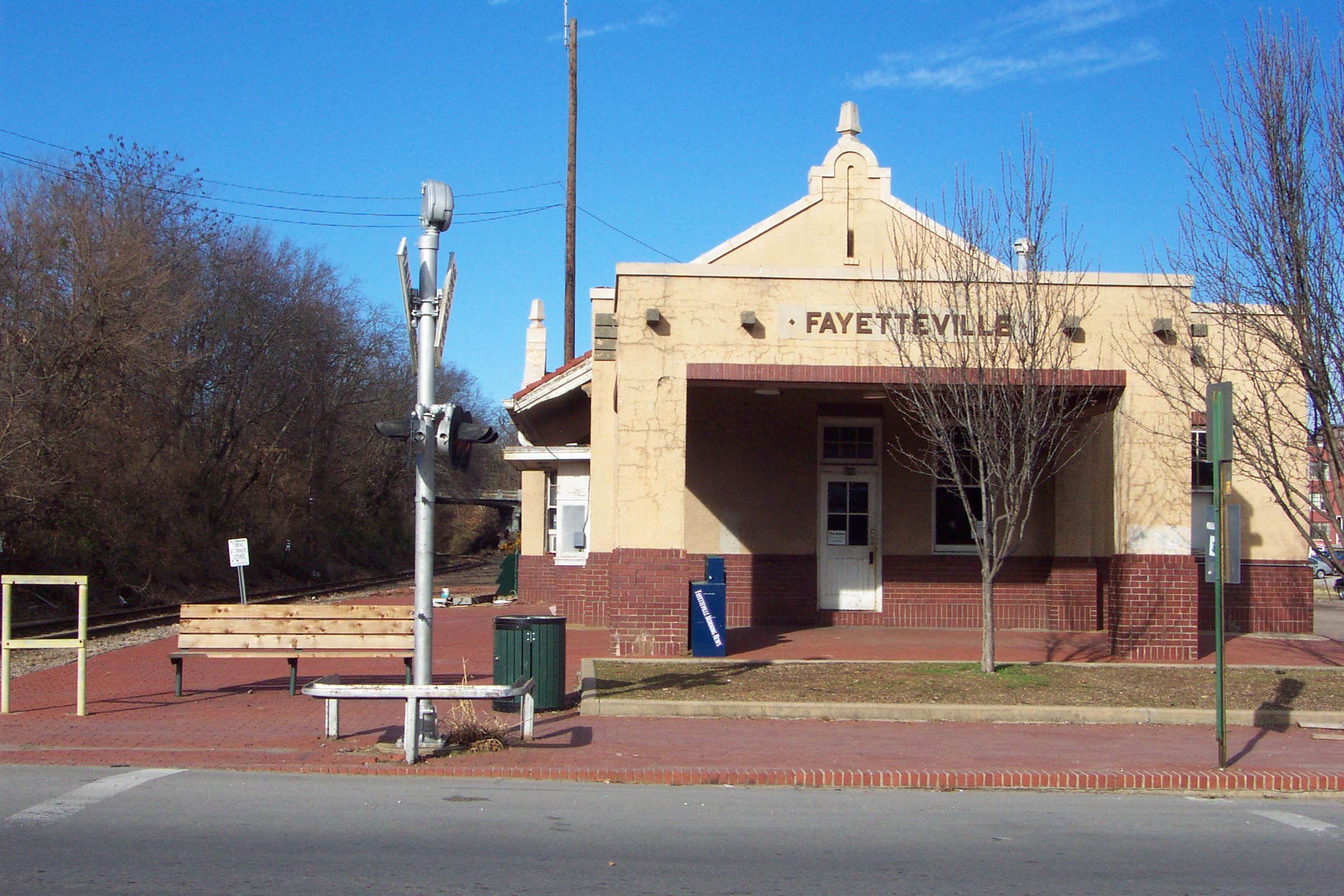
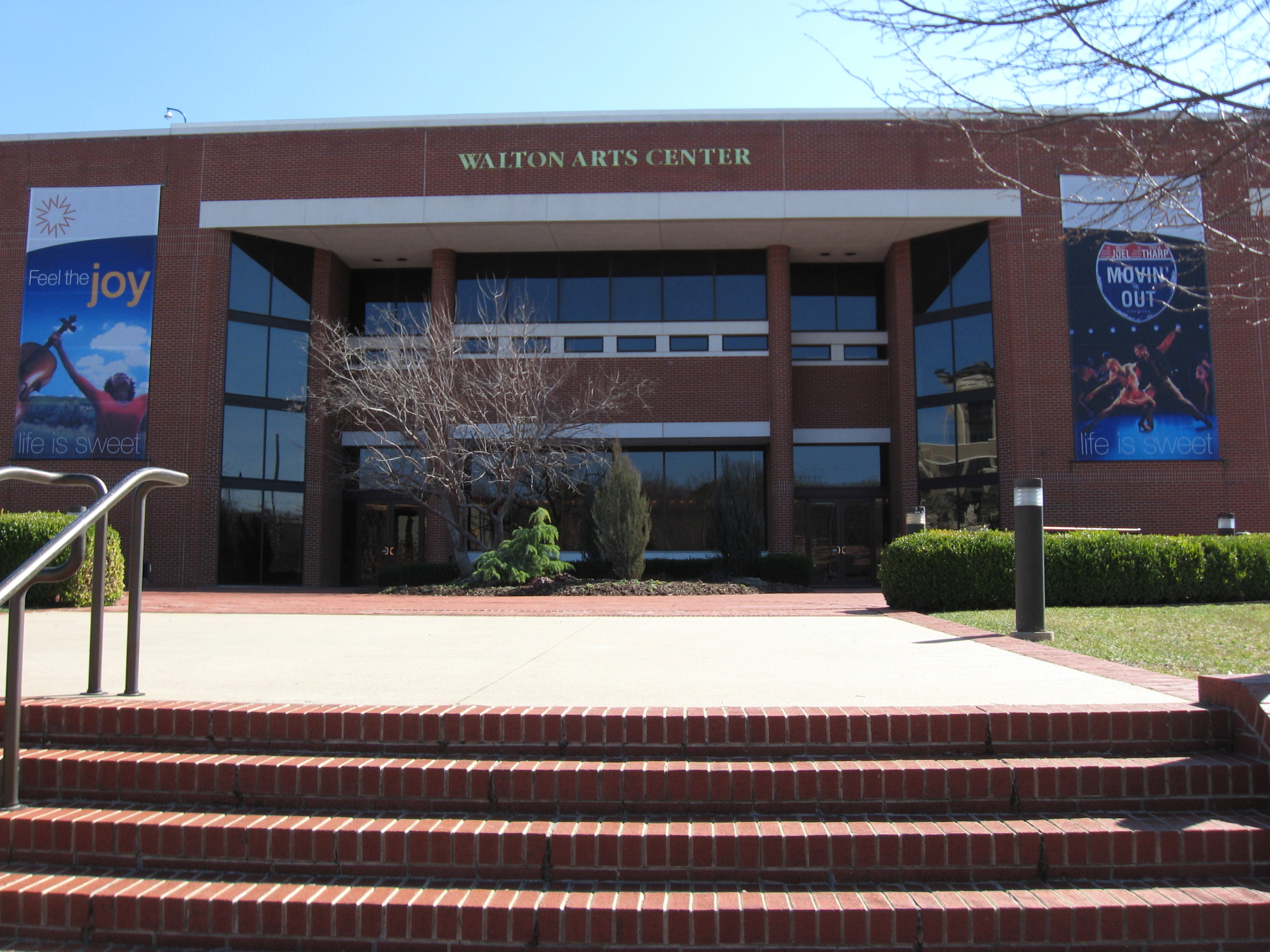
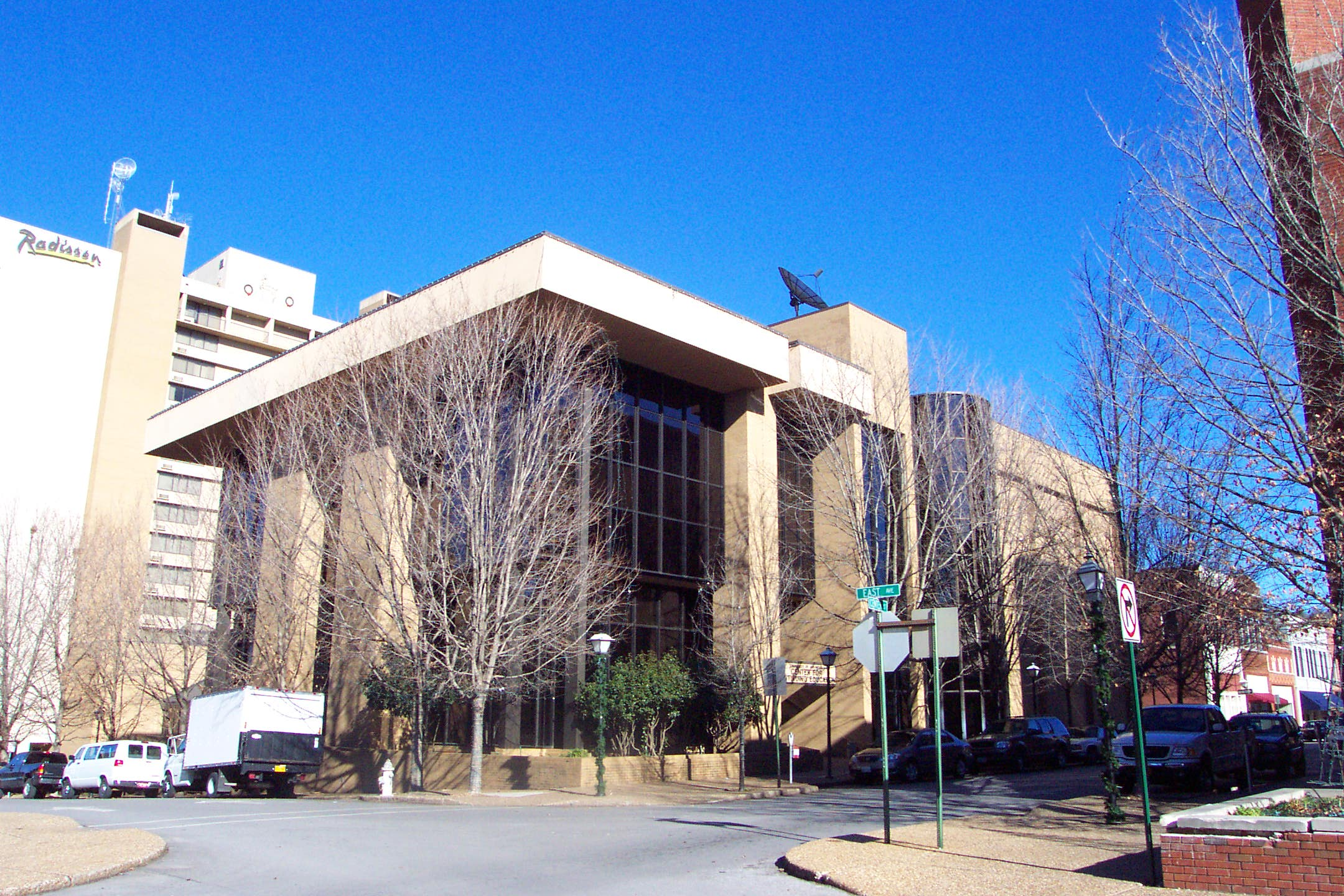